# Kahupeka

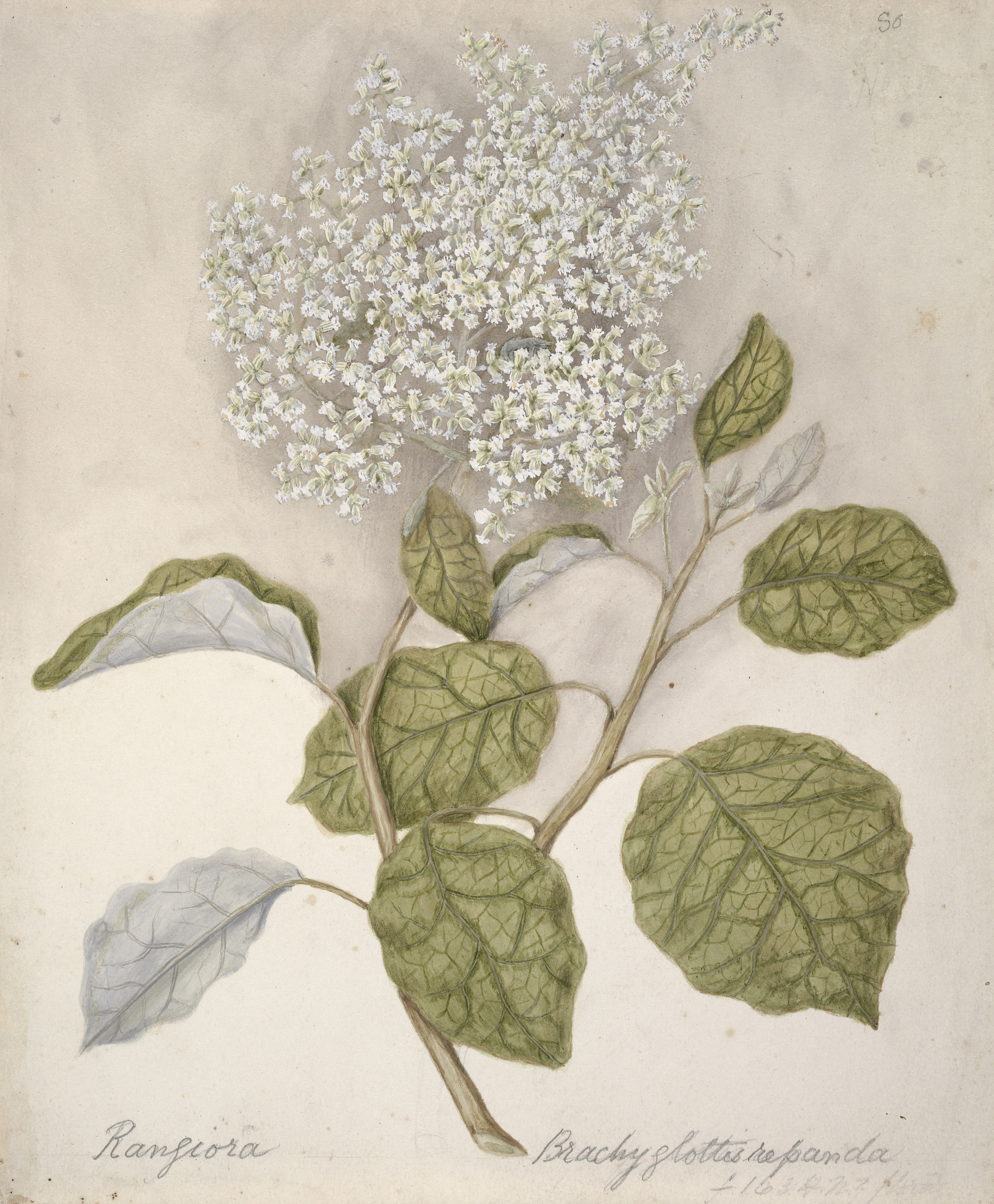
Rangiora, également connue comme l'amie du bushman, représentée par Sarah Featon

Kahupeka (parfois appelée Kahu, Kahupekapeka) est une guérisseuse maorie du XVe siècle, considérée comme une pionnière de la phytothérapie en Nouvelle-Zélande. Exploratrice tainui, elle parcourt l'île du Nord, baptisant plusieurs localités et développant l'utilisation des plantes médicinales,.

## Biographie
Selon Pei Te Hurinui Jones, Kahupeka est l'une des filles de Rangaiho, fils de Hape, fils de Ngare, fils de Rakatāura, un tohunga du waka (pirogue de migration) Tainui et de Kahukeke, fille de Hoturoa, chef du waka Tainui. Elle grandit sur le mont Karioi puis se rend à Kāwhia (en) pour épouser Ue, le descendant masculin le plus âgé de Hoturoa (Jones mentionne la lignée de Hoturoa, Hotuope, Hotuāwhio, Hotumatapū, Mōtai, Ue). Kahupeka a un fils avec Ue, nommé Rakamaomao.
Après la mort d'Ue, elle est en deuil et voyage vers l'intérieur des terres depuis Kāwhia. Lors de son voyage dans la région de Waikato, elle aurait choisi le nom de nombreux éléments du paysage de Waikato, comme le mont Pirongia et les montagnes Te Aroha, à proximité de la commune du même nom,,. Selon Jones, elle fait d'abord halte sur le mont Pirongia, qu'elle baptise Pirongia-te-aroaro-o-Kahu (« Malodorant-devant-Kahu »). D'après Tom Roa, elle lui donne ce nom en raison des symptômes ressentis d'une maladie dont elle souffre, qui pourrait être les séquelles d'une fausse couche. Après cela, elle traverse un ruisseau qu'elle nomme Manga-waero-o-te-aroaro-o-Kahu (« Crique-du-tablier-en-poils-de-chien-devant-Kahu »), puis continue sa route vers le mont Te Aroha, qu'elle renomme Te-Aroha-o-Kahu (« L'Amour de Kahu »). Elle décide de s'installer un peu plus au sud à un endroit qu'elle nomma Te-Whakamaru-o-Kahu (« Le Refuge de Kahu », aujourd'hui simplement appelé Whakamaru) et récolte des roseaux afin de construire une maison à Te-Whakakākaho-o-Kahu (« Le Ramasseur de roseaux de Kahu »), mais les roseaux ne sont pas d'assez bonne qualité pour la construction ; elle continue donc son périple vers les montagnes à l'ouest du lac Taupo, auquel elle donne le nom d'Hurakia-o-Kahu (« Exposition-de-Kahu »). Elle se retrouve à manquer de nourriture à Maunga-pau-o-Kahu (« Montagne des affamés de Kahu »), dépasse le mont Rangitoto-o-Kahu (« Ciel sanglant de Kahu »), tombe malade. Elle se soigne et retrouve la santé à Pureora-o-Kahu (« Guérison de Kahu »). Finalement, elle s'installe à Puke-o-Kahu (« Colline de Kahu ») où elle meurt. Après cela, son fils Rakamaomao retourna à Kāwhia. Certaines de ces affirmations sont contestées, beaucoup pensant que c'est son fils qui a nommé le mont Pirongia.
Pour soigner sa maladie, Kahupeka aurait utilisé des plantes indigènes, en particulier Phormium tenax, surnommé harakeke, Veronica stricta (en), souvent désignée sous le nom de koromiko, Piper excelsum (en) (kawakawa) et Brachyglottis repanda (en) (aussi appelé rangiora ou bushmen's friend).
Selon Ranginui Walker, universitaire néo-zélandais, Kahupeka est l'épouse du tohunga Rakatāura, installé sur le mont Smart. D'après lui, Rakatāura donne son nom à Te Aroha après la mort de Kahupeka à Waikato, en l'honneur de l'amour qu'il ressent pour elle.

## Hommages
En 2018, la Société royale de Nouvelle-Zélande sélectionne Kahupeka parmi les « 150 femmes en 150 mots », ensemble de femmes qui ont contribué au savoir et à la connaissance en Nouvelle-Zélande,.
En août 2020, la série pour enfants Pūrākau, diffusée sur Māori Television, comprend un épisode mettant en avant Kahupeka.